# Aeroporto di Vladivostok
L'aeroporto di Vladivostok (conosciuto anche come aeroporto di Vladivostok-Kneviči) è un aeroporto situato a 23 km dalla città di Vladivostok, in Russia.

## Storia

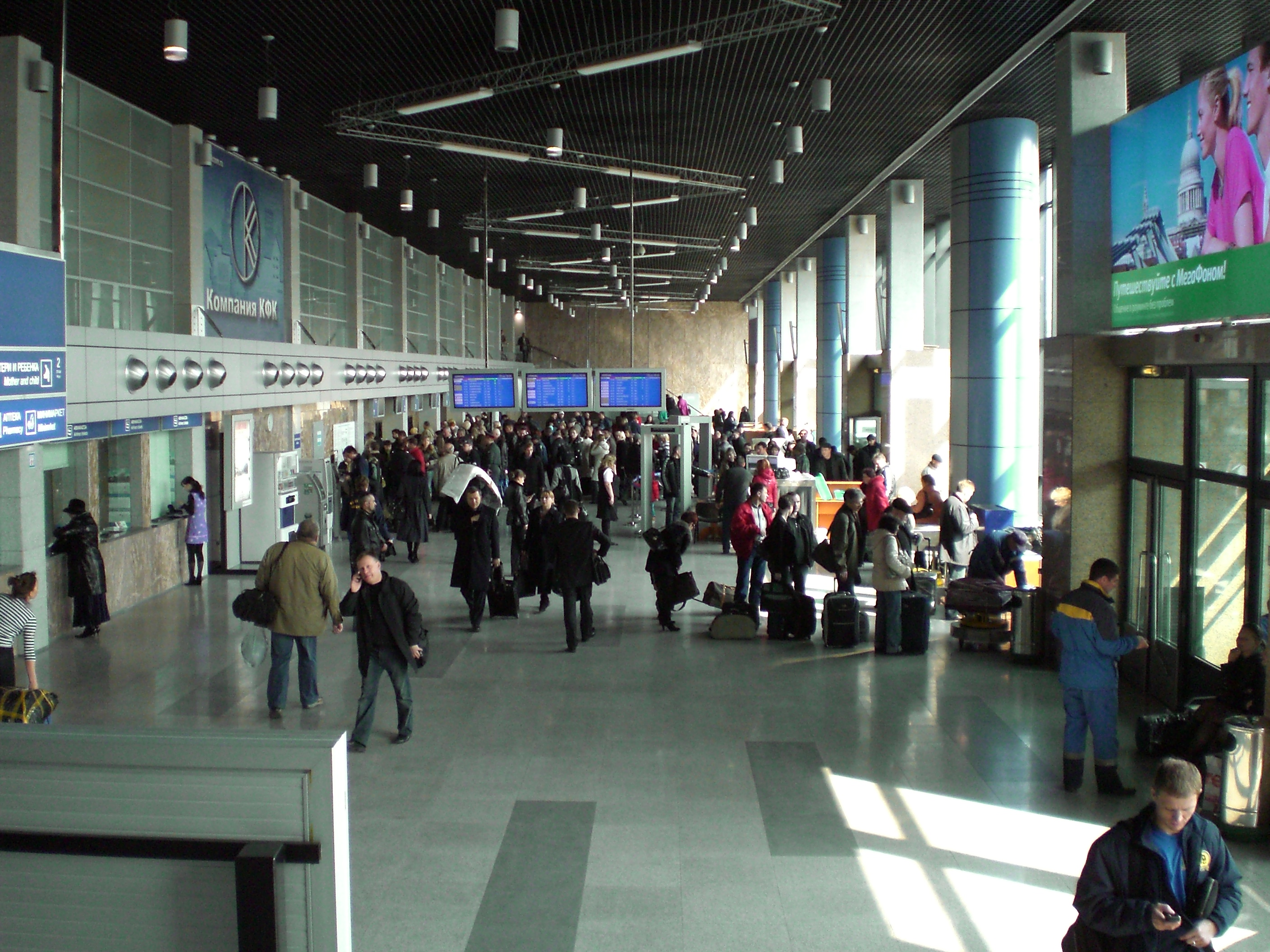
Terminal VVO-A dell'aeroporto di Vladivostok.

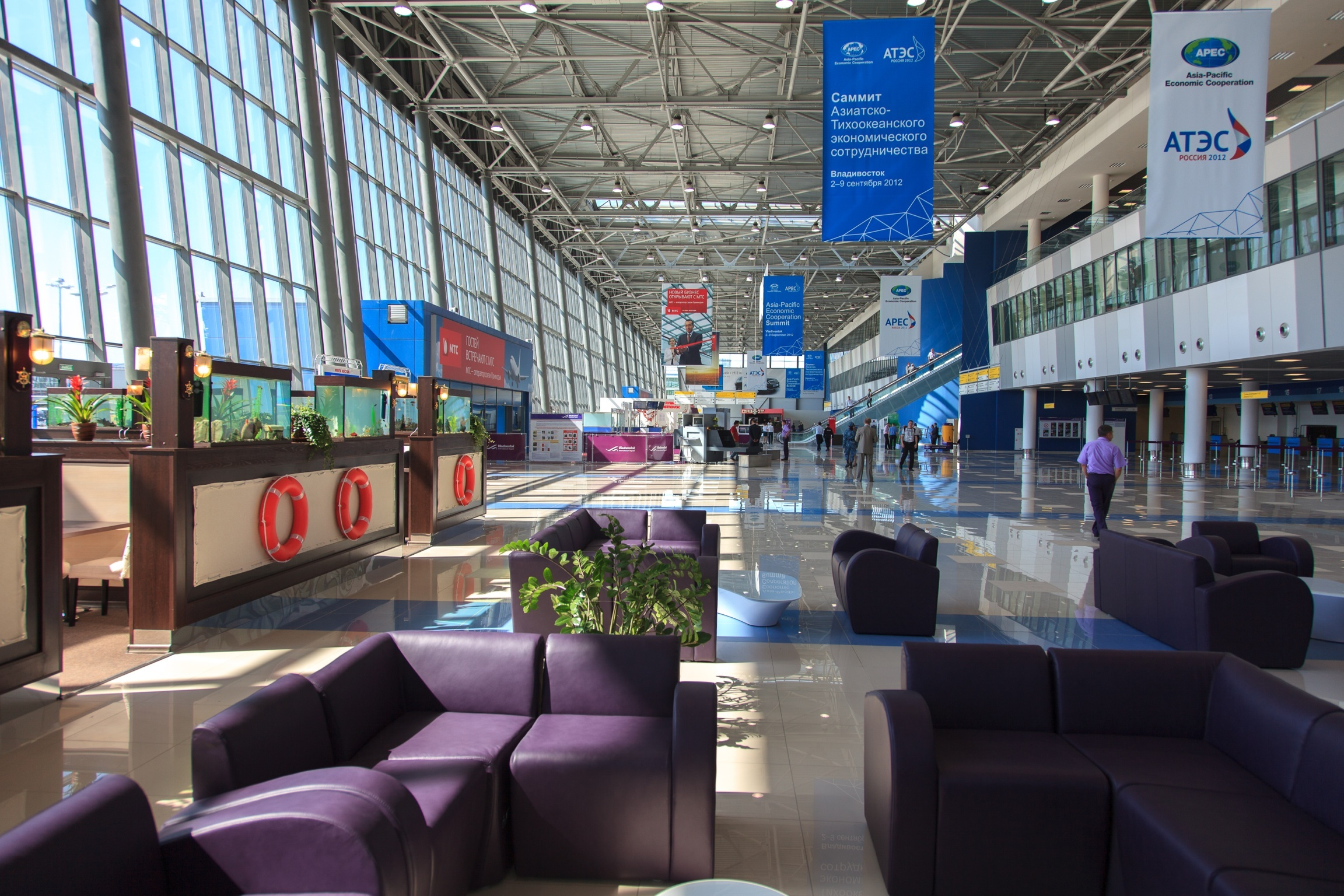
Terminal VVO-B dell'aeroporto di Vladivostok.

Nel periodo gennaio - giugno 2010 all'aeroporto di Vladivostok sono stati registrati più di 2 500 movimenti aerei, il 15% in più rispetto allo stesso periodo del 2009. All'aeroporto Kneviči sono transitati 546 000 passeggeri nei primi sei mesi del 2010, il 36% in più rispetto all'anno precedente.
Il 15 aprile 2011 è stata riaperta la prima pista aeroportuale dopo i lavori di ricostruzione che hanno permesso di attrezzare l'aeroporto con una pista moderna secondo la II categoria meteo dell'ICAO che permette l'atterraggio/decollo anche degli aerei del tipo Boeing 747. Il primo decollo dalla nuova pista è stato effettuato da un Airbus A320 della russa S7 Airlines in partenza per Irkutsk.
Il 30 novembre 2012 all'aeroporto di Vladivostok sono transitati 1,5 milioni di passeggeri dall'inizio dell'anno.
2013 - nel periodo gennaio - luglio 2013 all'aeroporto di Vladivostok sono transitati 1,04 milioni di passeggeri, il 15% in più rispetto allo stesso periodo dell'anno precedente.

## Strategia
L'aeroporto è hub principale delle compagnie aeree russe Aurora Airlines e Avialift-Vladivostok e lo hub secondario per la compagnia aerea russa Aeroflot.

## Dati tecnici

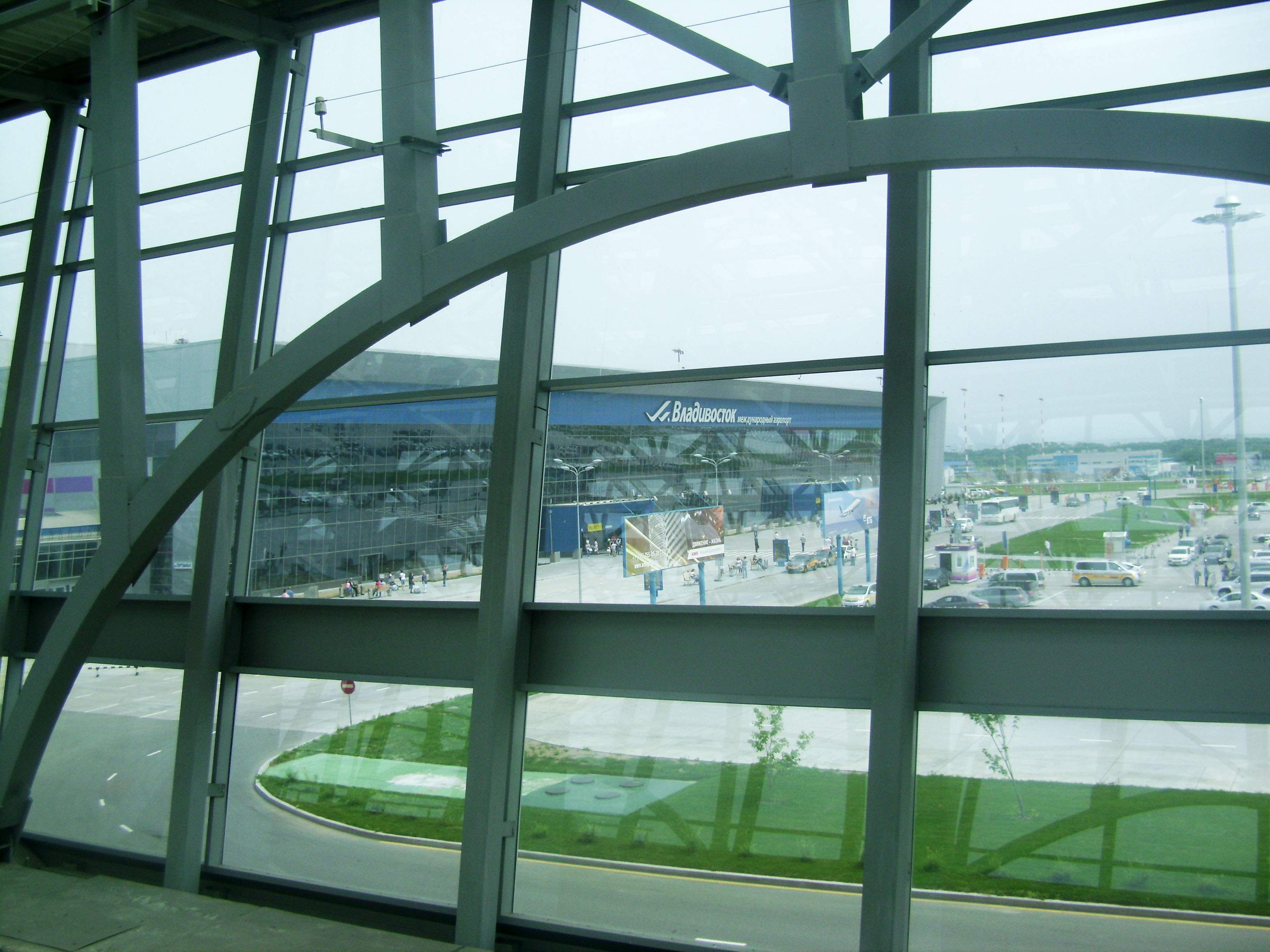
La vista del Terminal VVO dalla Stazione Aeroport Kneviči.

L'aeroporto di Vladivostok dispone di una pista attiva di cemento armato di 3 500 m х 60 m di classe A.
L'aeroporto è equipaggiato per la manutenzione, l'atterraggio/decollo degli aerei ATR 42, ATR 72, Airbus A320/A321, Airbus A330, Boeing 737, Boeing 747, Boeing 757, Boeing 767, Boeing 777, McDonnell Douglas MD-11, McDonnell Douglas DC-10, Ilyushin Il-18, Ilyushin Il-62, Ilyushin Il-76, Ilyushin Il-86, Ilyushin Il-96, Ilyushin Il-114, Yakovlev Yak-40, Yakovlev Yak-42, Tupolev Tu-134, Tupolev Tu-154, Tupolev Tu-204/Tu-214, Antonov An-12, Antonov An-24, Antonov An-26, Antonov An-32, Antonov An-72/An-74, Antonov An-124, Antonov An-148/-158, Sukhoi Superjet 100, Xian MA60 e di tutti i tipi degli aerei di classe inferiore.

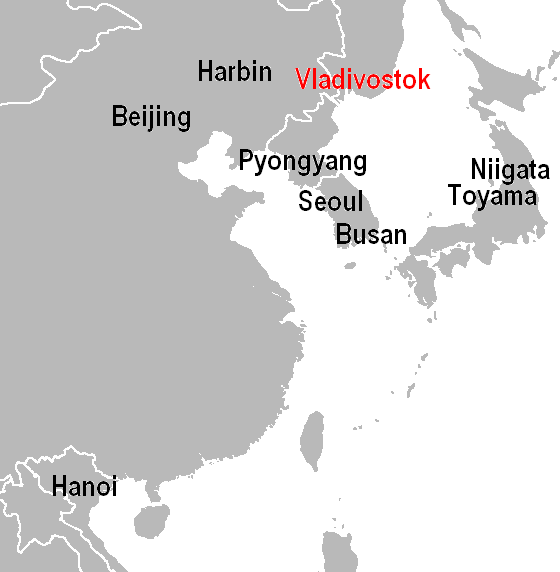
La mappa dei voli di linea internazionali dell'Aeroporto di Vladivostok

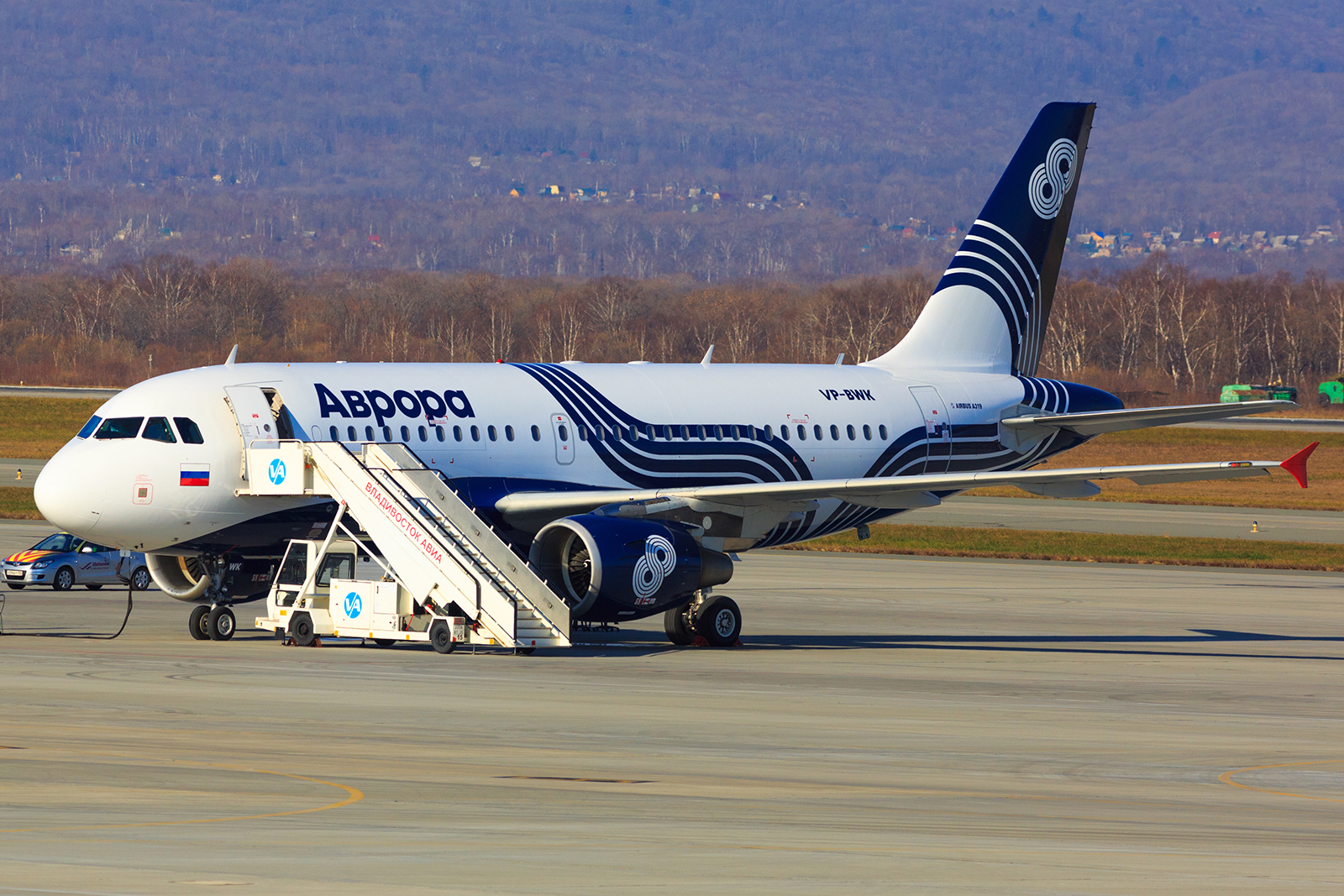
Airbus A319 nella livrea della russa Aurora Airlines all'aeroporto di Vladivostok.

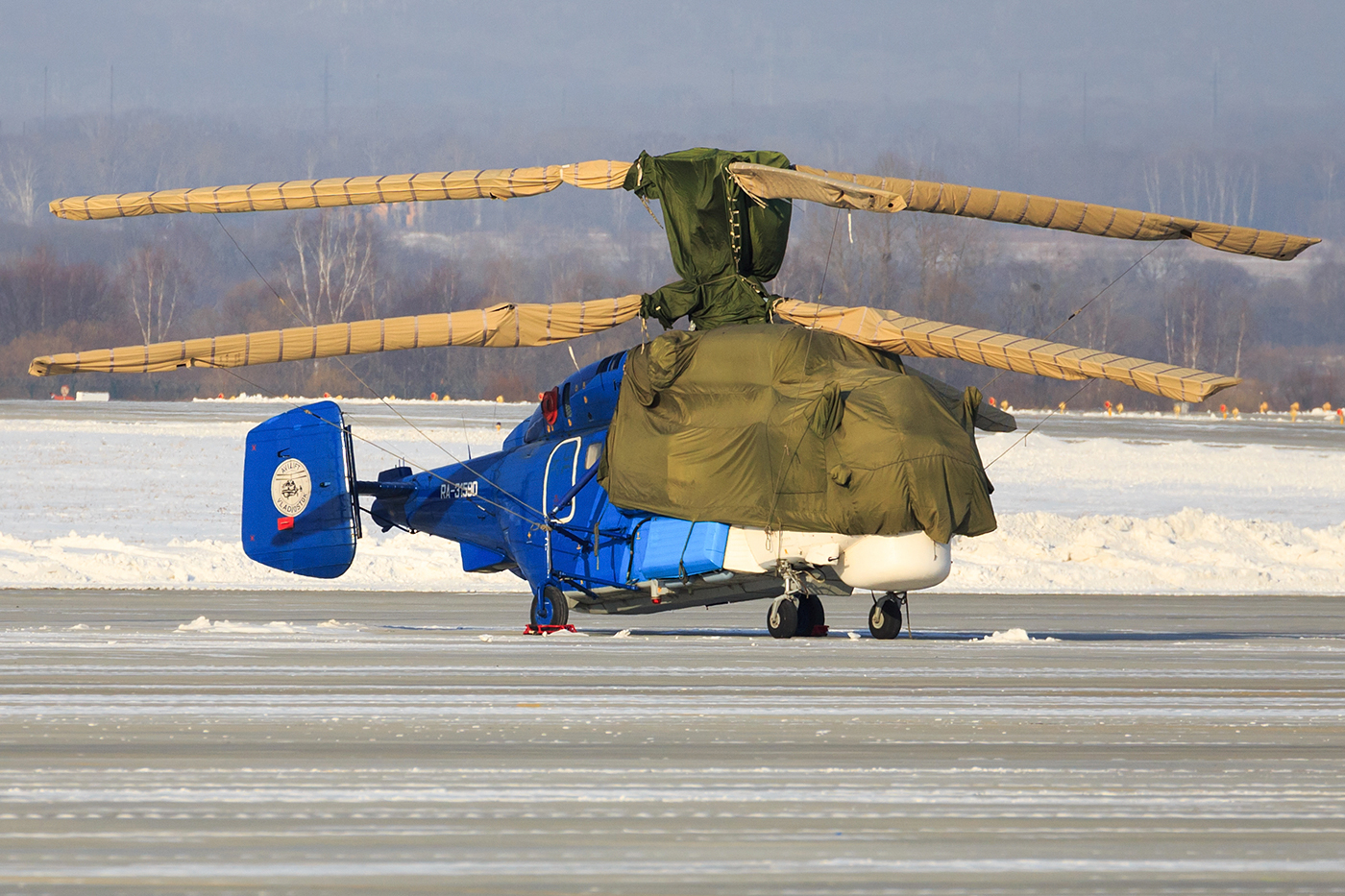
Kamov Ka-32 nella livrea della Avialift-Vladivostok all'aeroporto Kneviči

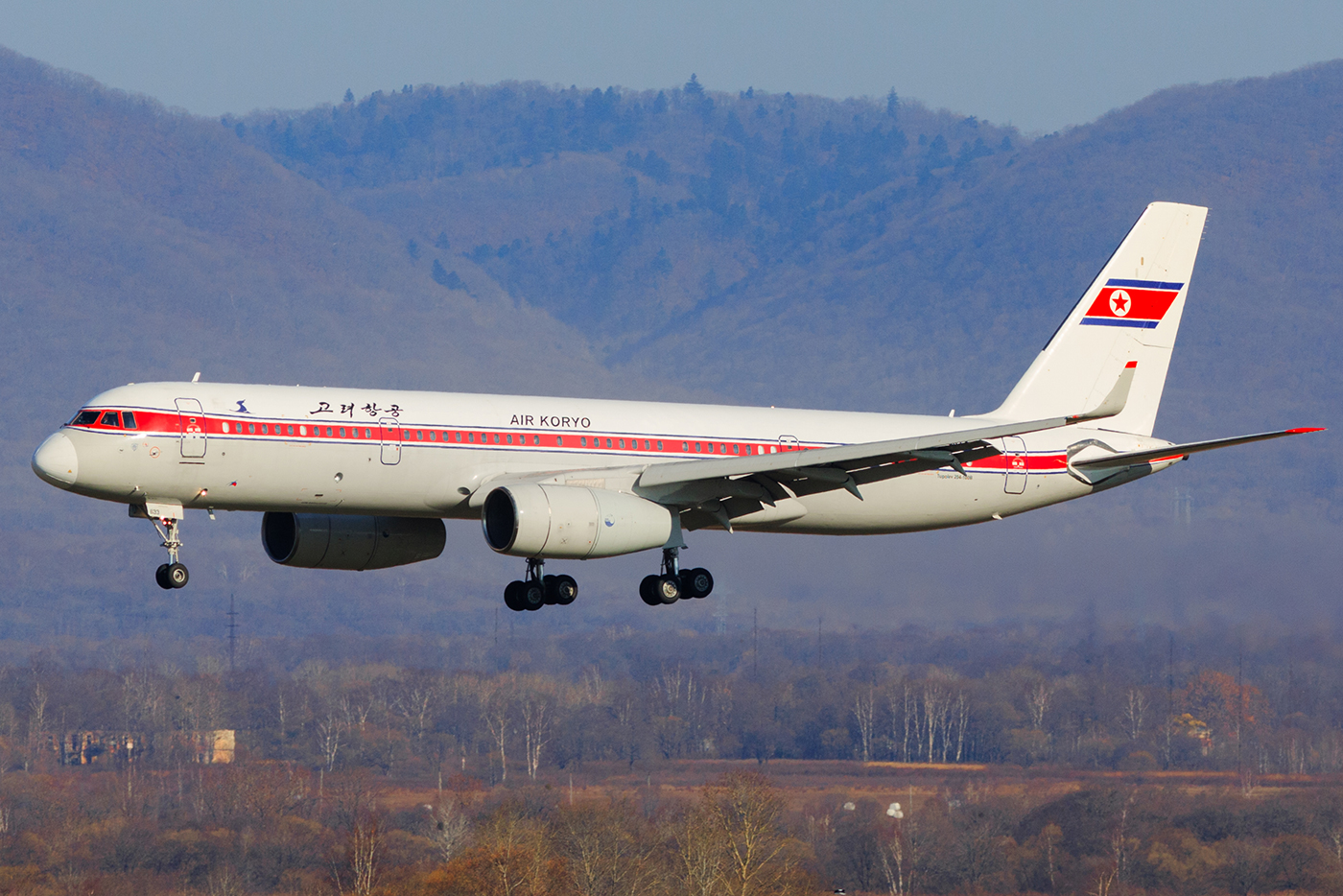
Tupolve Tu-204 nella livrea della Air Koryo in arrivo all'aeroporto di Vladivostok.

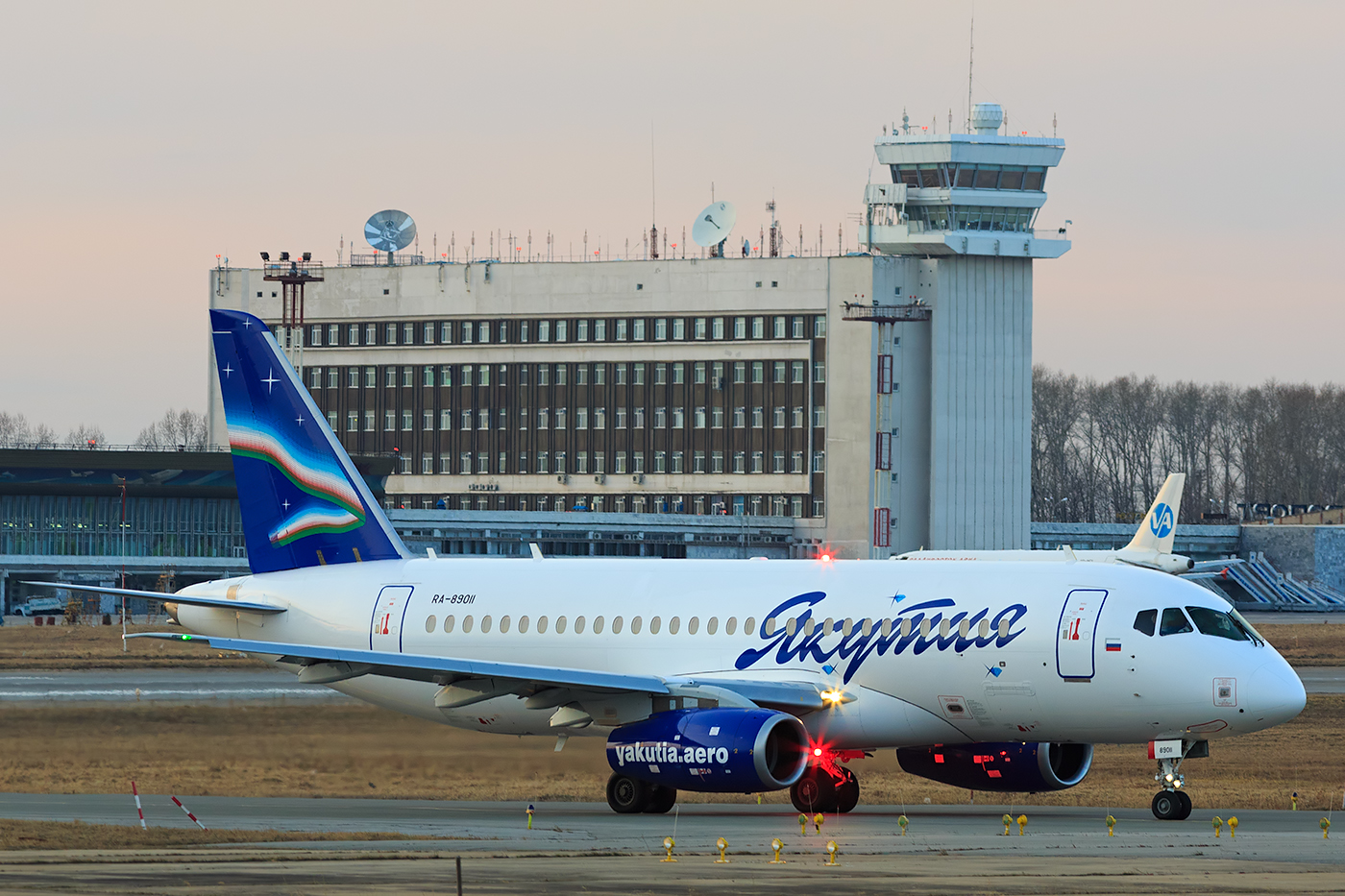
Sukhoj Superjet 100 nella livrea della Yakutavia all'aeroporto di Vladivostok.

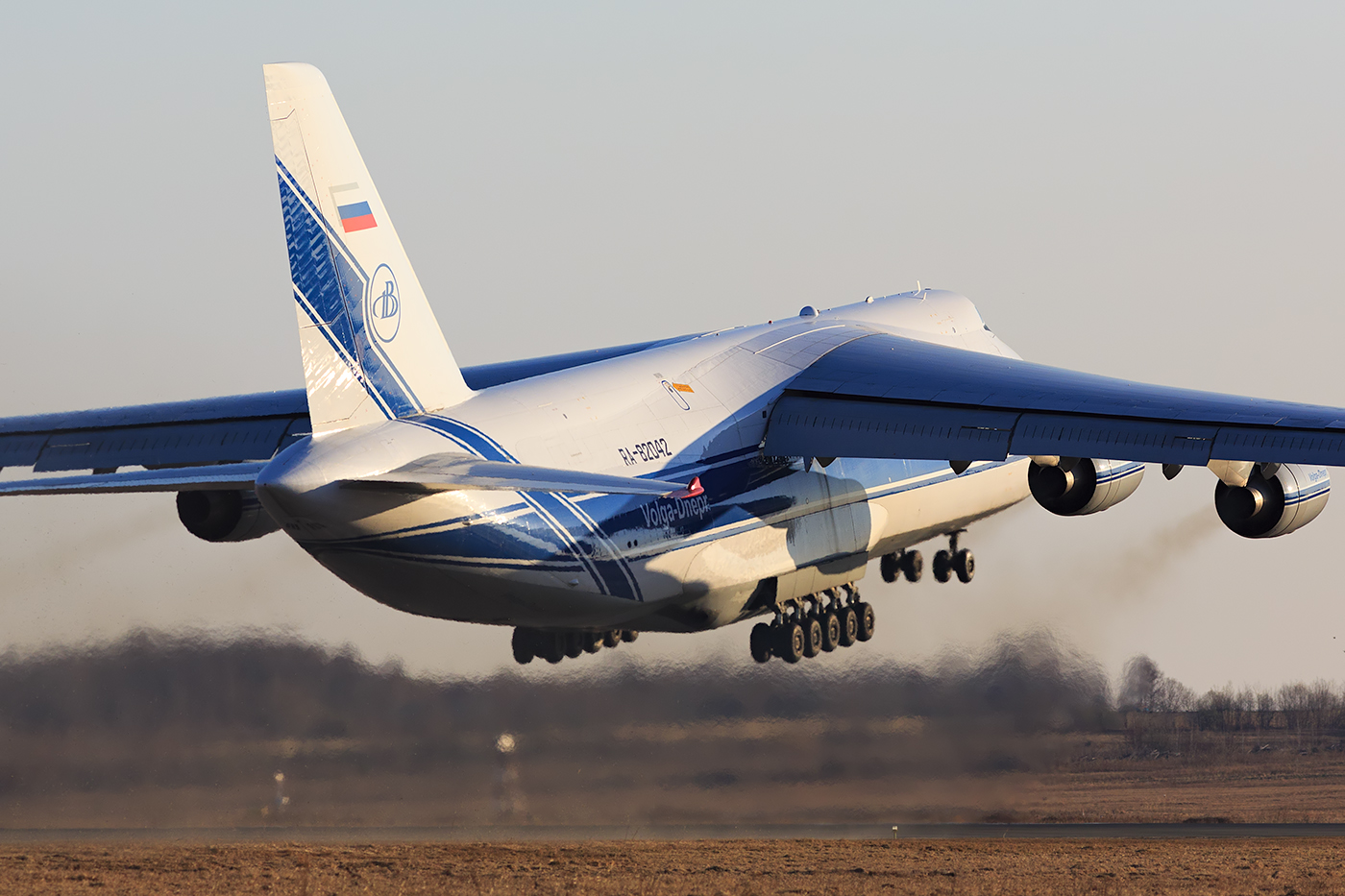
Antonov An-124 nella livrea della Volga-Dnepr in partenza dall'aeroporto di Vladivostok.

## Collegamenti con Vladivostok e Artëm

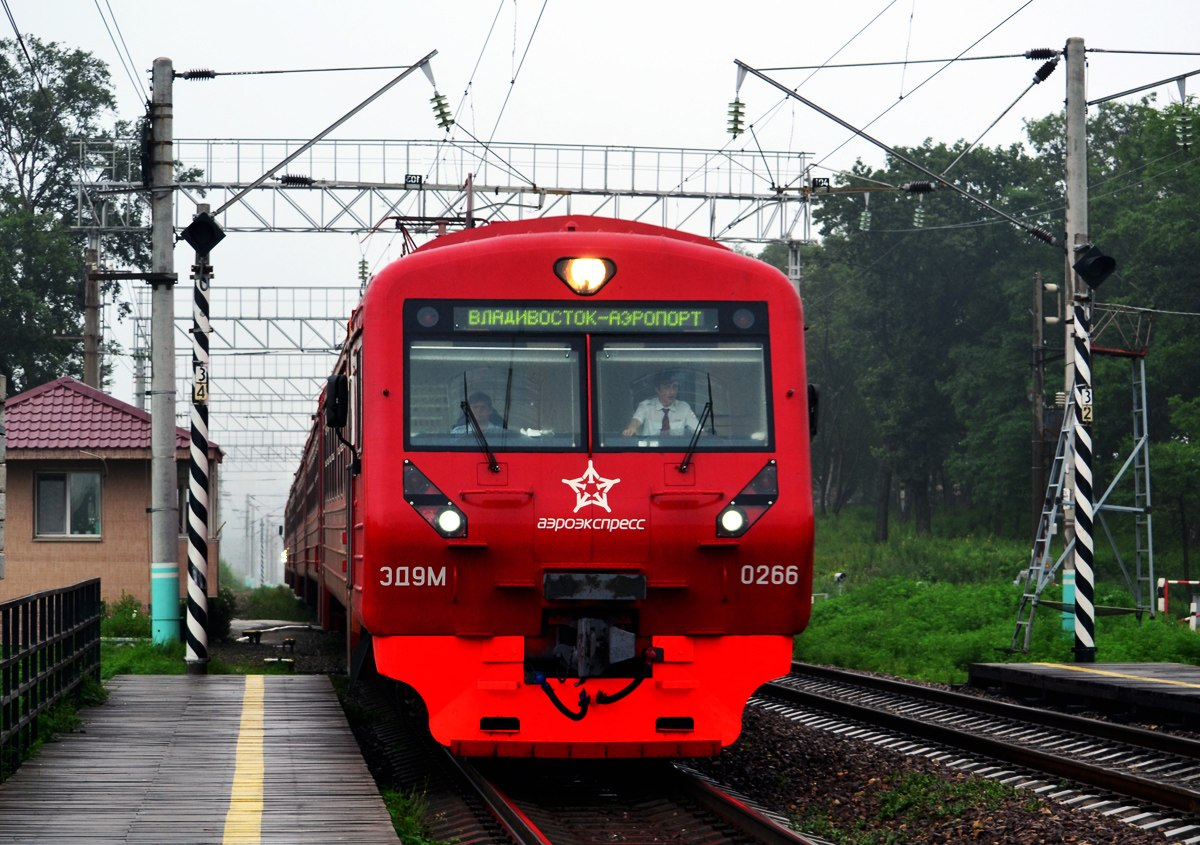
Il treno AV Aeroexpress-Vladivostok in transito.

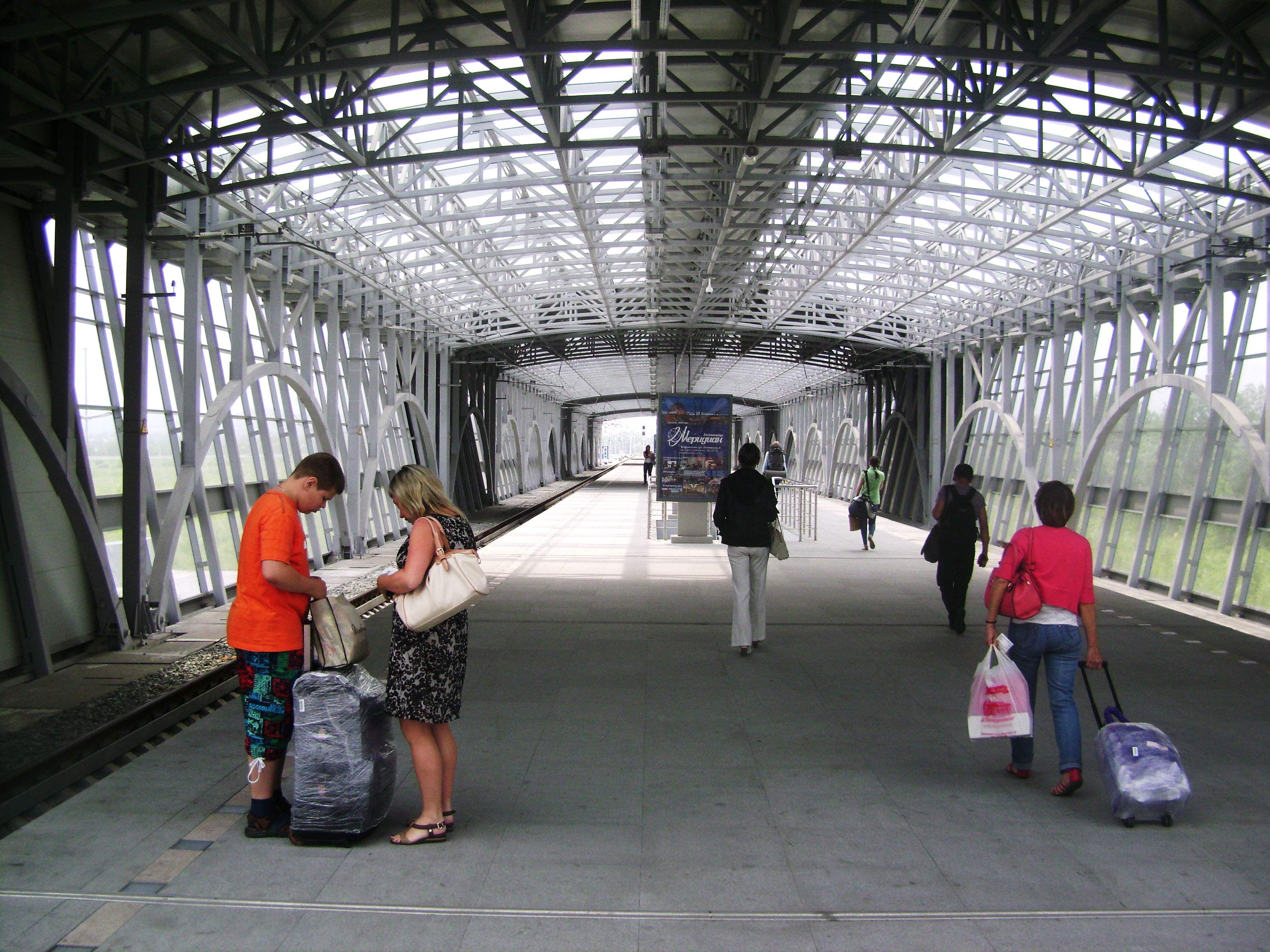
Stazione Aeroport Kneviči delle Ferrovie russe.

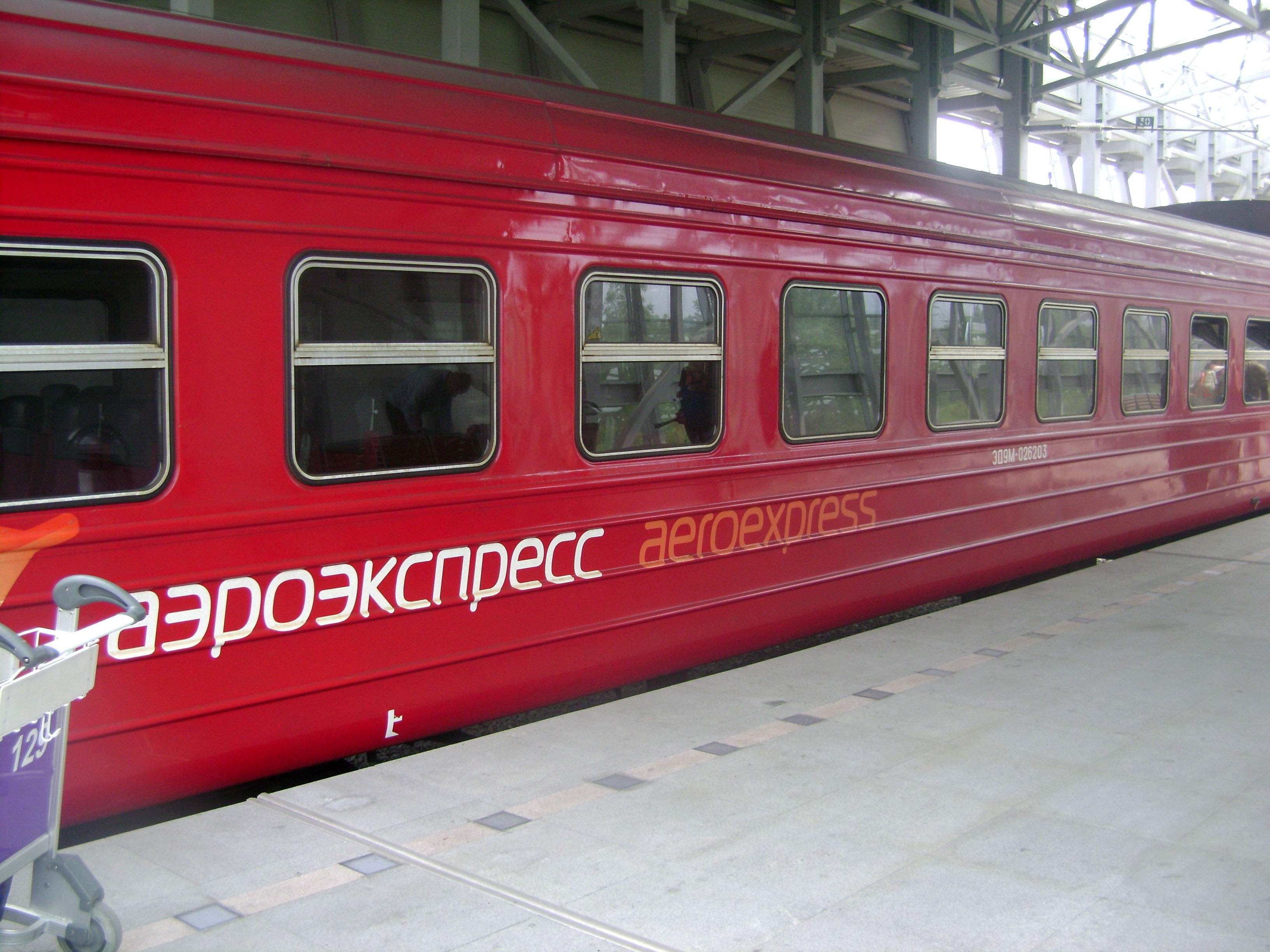
Il treno AV Aeroexpress-Vladivostok alla Stazione Aeroport Kneviči.

L'aeroporto si trova vicino ad Artëm. L'aeroporto è facilmente raggiungibile dall'Autostazione di Vladivostok con le linee 101 e 205 del trasporto pubblico una volta ogni ora. Inoltre, l'aeroporto è raggiungibile dalla Stazione di Vladivostok delle Ferrovie russe con la linea 107 del trasporto pubblico in partenza ogni due ore. L'Aeroporto di Vladivostok è raggiungibile dall'Autostazione di Artëm con la linea 7 del trasporto pubblico ogni ora.